# فرسان الكوكب
فرسان الكوكب مسلسل رسوم متحركة أمريكي انتج بين عامي 1990 - 1996 . وقد تمت دبلجته للعربية.

## القصة
فرسان الكوكب هم مجموعة من الابطال الذين تتوحد قواهم (النار، التراب، الماء، الرياح، وقوة القلب) يجتمعون معا من اقطار شتى لمحاربة التلوث وكل مايهدد استقرار الأرض وبيئتها.
يطلقون شعاعا ينبثق منه بطل العدالة (بطل الكوكب) الذي يجمع كافة العناصر ويشكل قوة قاهرة لقهر الاعداء، في إحدى المرات تجتمع القوى الشريرة لتوحد قواهم كما يفعل ابطالنا ولكن بتوحيد الدخان والغازات والسموم الضارة للقضاء على البيئة ولكن ابطالنا لهم بالمرصاد.

## روابط خارجية
- فرسان الكوكب على موقع IMDb (الإنجليزية)
- فرسان الكوكب على موقع روتن توميتوز (الإنجليزية)
- فرسان الكوكب على موقع فيلمافينيتي (الإسبانية)
- فرسان الكوكب على موقع كينوبويسك (الروسية)
- فرسان الكوكب على موقع ألو سيني (الفرنسية)
- فرسان الكوكب على موقع قاعدة بيانات الفيلم (الإنجليزية)